# إزاخنيون (تامكروت)
إزاخنيون هي إحدى مشيخات المملكة المغربية، تتبع جغرافيا لإقليم زاكورة وإداريًا لتامكروت. يقدر عدد سكانها بـ 3174 نسمة حسب الإحصاء الرسمي للسكان والسكنى لسنة 2004.